# Мамонтов Костянтин Костянтинович
Костянтин Костянтинович Мамантов (в даний час більш відомий як Мамонтов, див. нижче) (1869−1920) — воєначальник російської Імператорської армії і Донської армії Всевеликого Війська Донського та Збройних Сил Півдня Росії (ЗСПР), генерал-лейтенант (1919).

## Біографія
Костянтин Мамантов народився 16 жовтня 1869 року. Приписний та почесний козак станиць Усть-Хоперської та Нижньо-Чирської.
|  | Справжнє прізвище генерала - Мамантов (з наголосом на другому складі), саме так вона писалася в наказах і послужних списках. Свідомо спотворив справжнє прізвище Лев Троцький, який вперше назвав генерала Мамонтовим. Згодом під цим прізвищем він поминали в працях радянських істориків. ... Рід Мамантових був відомий з XV століття |

На військовій службі з 1888 року. Закінчив Миколаївське кавалерійське училище (1890). Першу освіту отримав у кадетському корпусі; в 1890 р. із взводних портупей-юнкерів Миколаївського кавалерійського училища випущений корнетом в Лейб-Гвардії Кінно-гренадерський полк. Через три роки Костянтин Мамантов перевівся до Харківського драгунського полку, але невдовзі був відрахований у запас армійської кавалерії. У 1899 році за особливим клопотанням був прийнятий в штат офіцерів Війська Донського і відряджений на службу в 3-й Донський козацький полк.
У 1904 році осавул Мамантов пішов добровольцем на Японський фронт і провів війну в рядах 1-го Читинського Забайкальського козацького полку у складі Окремої Забайкальської козацької бригади генерала Павла Міщенка. У чині військового старшини повернувся в Донське Військо на посаду помічника командира 1-го Донського козачого полку.
У 1914 році Костянтин Мамантов вийшов на фронт Першої світової війни на чолі 19-го Донського козацького полку. Через рік він отримав першочерговий 6-й Донський козацький полк, а після переводу в чин генерал-майора прийняв від генерала В. Д. Попова бригаду в 6-й Донський козацькій дивізії.

### Громадянська війна

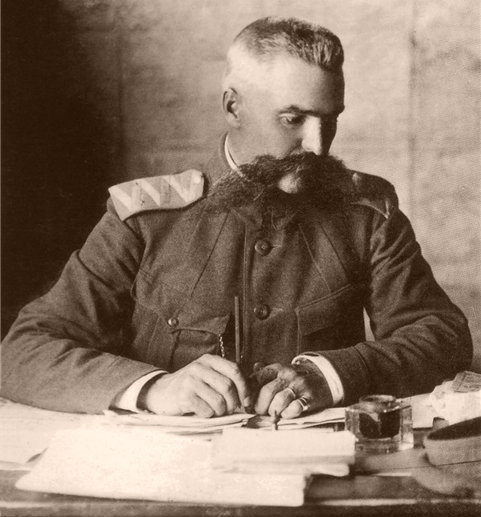
Генерал-майор Мамантов К. К. — командувач східним (Царицин) напрямком Донських армій.
Фото 1918 р.

Після революції 1917 і розвалу фронту генерал Мамантов повернувся з бригадою на Дон і квартирував у станиці Нижньо-Чирській, де в січні 1918 року сформував партизанський загін. Він пробився з ним між більшовиками в Новочеркаськ. 12 лютого він вийшов у Степовій похід начальником групи партизанських загонів і неодноразово брав верх над загонами червоної кінноти Семена Будьонного і Бориса Думенка.
4 квітня того ж року генерал Мамантов виступив зі своїм загоном на допомогу повсталим проти більшовиків станицям Другого Донського округу, і тоді станиця Нижньо-Чирська проголосила його своїм почесним козаком. Інші місяці 1918 року він командував збірними станичними полками і дружинами на Царицинському напрямку.
Після утворення ЗСПР і переформування Донської армії з 23 лютого 1919 року — командувач 1-ї Донської армієї. Потім командир 2-го зведеного козацького корпусу. У липні 1919 року Костянтин Мамантов був призначений командиром 4-го Донського кінного корпусу.

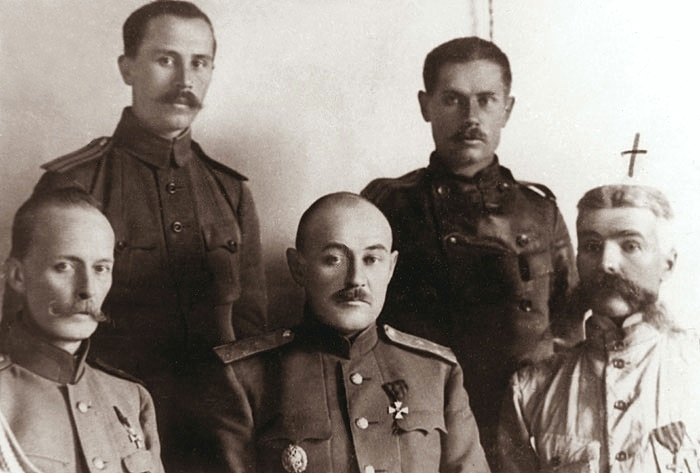
Командування (другий склад) Донської армії (лютий 1919).
Сидять зліва направо: начальник штабу Донської армії генерал-лейтенант А. К. Кельчевский, командувач Донською армією генерал-лейтенант В. І. Сидорин, командувач Східним фронтом, а потім 4-м Донським корпусом, генерал-лейтенант К. К. Мамантов (після його смерті в лютому 1920 року, власник фотографії намалював над його головою хрест).
Стоять зліва направо: перший генерал-квартирмейстер штабу Донської армії полковник Г. Я. Кислов, начальник оперативного відділення генерального штабу полковник В. В. Добринін

Восени 1919 генерал-лейтенант Мамантов отримав призначення на посаду командувача кінної групи, до складу якої входили 4-й кінний корпус Мамантова, залишки 3-го кінного корпусу Шкуро і зведена кавалерійська дивізія.
В грудні місяці, у зв'язку з тривалими невдачами Добровольчої Армії під командуванням генерала Володимира Май-Маєвського, командування армією, в тому числі групою генерала Мамантова, було передано у розпорядження командувача Кавказької армією барона Петра Врангеля. Останній знайшов потрібним відібрати командування групою від генерала Мамантова за «злочинну бездіяльність» під час прориву червоних в районі Куп'янська, залишивши його командиром 4-го кінного корпусу і підпорядкувавши молодшому по службі генералу Сергію Улагаю. Ображений призначенням генерала Улагая, Костянтин Мамантов 7 грудня 1919 року, коли генерал Улагай фактично ще не вступив у командування групою, кинув свій корпус і всю групу і поїхав на станцію Лиман. Від'їзд його справив вкрай несприятливе враження на донців та інші частини, що призвело до відступу білих.
9 грудня генерал Мамонтів телеграфував:
|  | Командармові Донської, Донському отаману, Голові Військового Кола, копії генералу Денікіну і ген. Врангелю. Доки ген. Романовський і ген. Врангель розпоряджатимуться Донцями як пішаками, я не вважаю за можливе займати відповідальні посади під їх командуванням. Вважаю, що насильницький примус мені залишитися на посаді командира корпусу в умовах, що склались, не принесуть користі, а тому, щоб не шкодити справі, прошу мене і мого начальника штабу, котрий поділяє мою думку, звільнити з посад і призначити на будь-яку посаду, починаючи з рядового козака» |

Донський отаман Африкан Богаєвський і командувач Донською армією генерал-лейтенант Володимир Сидорін його підтримали, але потрібен був тижневий обмін телеграмами, перш ніж генерал Антон Денікін пішов на поступки. Нарешті Донські частини, що входили в кінну групу, були вилучені з лав Добровольчої армії і повернуті під команду ображеного генерала Мамантова, який після цього завдав ряд поразок кінноті Будьонного.
На початку січня 1920 року генерал Костянтин Мамантов виїхав в Катеринодар для участі у засіданнях Верховної Кола Дону, Кубані і Тереку, де його зустріли захопленими оваціями. Коло готове було, усунувши Денікіна і Врангеля, передати йому головнокомандування усіма козацькими арміями. Це могло поправити справи на фронтах, бо генерал Мамантов користувався у козаків величезним авторитетом і зміг би зміцнити втрачений в невдачах дух бійців. Але він захворів на тиф і повинен був залишатися в госпіталі.
Благополучна криза настала після довгої і важкої хвороби. До генерала почали повертатися сили і консиліум лікарів вирішив, що через два-три дні він міг би виїхати в батумський маєток дружини. Тому його несподівана смерть вразила всіх і викликала підозру, що тут діяла зла воля якихось козацьких ворогів, може бути, навіть суперників по командуванню. Перевірити ці підозри ретельним наслідком ніхто не намагався, хоча професор Сиротинін, що завідчив його незадовго перед смертю, теж припускав отруєння.
Генерал Костянтин Мамантов помер опівдні 1 лютого 1920 року. Похований в усипальниці Катеринодарського собору св. Катерини, в Катеринодарі.
Таємниця смерті Мамантова, можливо, почасти прочинилися після заяв його дружини О. В. Мамантовой, опублікованих в журналі «Рідний Край» № 52 (травень-червень 1964 року). Вона категорично стверджувала, що її чоловік був отруєний і що отрута була уведена йому під шкіру в її присутності, незважаючи на її опір, в ніч на 31 січня одним із фельдшерів, який одразу ж втік з госпіталю. Досі залишається нез'ясованим, чи було це дійсно так, а якщо було, то хто керував діями таємного агента, білі вороги генерала або червоні.
Під час боротьби проти більшовиків генерал Костянтин Мамантов вважався одним з кращих керівників Донської армії. Багато його гідності, так само як і його популярність серед козаків, а також велике значення його рейду по тилах визнавали і його вороги. Подібної славою і пошаною у багатьох простих козаків користувалися лише деякі начальники-генерали, серед них А. М. Каледін, А. К. Гусельщиков, П. Н. Краснов, А. Р. Шкуро, С. В. Павлов (похідний отаман).
Ім'я Мамантова носив легкий бронепоїзд Донської армії — бронепоїзд «Генерал Мамантов».